# Tiếng Marshall
Tiếng Marshall (cách viết mới Kajin M̧ajeļ, cách viết cũ Kajin Majōl, phát âm tiếng Marshall: [kɑ͡æzʲinʲ(e͡ɤ) mˠɑɑ̯zʲɛ͡ʌɫ]), còn gọi là tiếng Ebon, là một ngôn ngữ Micronesia. Đây là ngôn ngữ chính thức của quần đảo Marshall và là bản ngữ của chừng 44.000 người tại đây. Có khoảng 6.000 người nói hiện sống ngoài quần đảo Marshall.
Có hai phương ngữ chính: Rālik (tây) và Ratak (đông).

## Phân loại
Tiếng Marshall là một thành viên của nhóm ngôn ngữ Micronesia trong ngữ chi châu Đại Dương của ngữ tộc Mã Lai-Đa Đảo thuộc ngữ hệ Nam Đảo. Những ngôn ngữ gần gũi nhất với tiếng Marshall là các ngôn ngữ Micronesia khác như tiếng Chuuk, tiếng Gilbert, tiếng Kosrae, tiếng Nauru và tiếng Pohnpei. Ví dụ, khối từ vựng của tiếng Marshall tương đồng 33% với của tiếng Pohnpei.

## Phương ngữ
Cộng hòa Quần đảo Marshall có 34 đảo san hô chia ra hai chuỗi, chuỗi đảo Ratak miền đông và chuỗi đảo Ralik miền tây. Hai chuỗi đảo này có phương ngữ riêng, khác nhau chủ yếu ở từ vựng, song vẫn thông hiểu lẫn nhau. Đảo Ujelang từng có một phương ngôn riêng, "hơi ít đồng đều hơn", nhưng từ năm 1980, nó đã là đảo hoang.
Về ngữ âm, phương ngữ Ratak và Ralik khác nhau ở cách chúng tác động với cụm phụ âm kép đầu gốc từ. Ratak thì chêm một nguyên âm vào giữa, còn Ralik thì thêm một nguyên vào trước. Ví dụ, gốc kkure 'chơi' trở thành ukkure trong tiếng Marshall Ralik và kukure trong tiếng Marshall Ratak.

## Tình trạng
Tiếng Marshall là ngôn ngữ chính thức của quần đảo Marshall. Tính đến năm 1979, nó có 43.900 người nói trên quần đảo Marshall, cộng với số người nói ở Nauru và Hoa Kỳ, tổng cộng 49.550 người. Cùng tiếng Pohnpei và tiếng Chuuk, tiếng Marshall là một trong số ít những ngôn ngữ Micronesia có trên chục ngàn người nói.

## Ngữ âm

### Phụ âm
Hầu hết phụ âm trong tiếng Marshall có hai hay ba vị trí phát âm thứ cấp (vòm hóa, ngạc mềm hóa hay làm tròn). Phụ âm vòm hóa được coi là phát âm "nhẹ", còn phụ âm ngạc mềm hóa và làm tròn được coi là "nặng" (phụ âm làm tròn vừa ngạc mềm hóa vừa môi hóa). (Sự phân biệt này có phần giống với sự phân biệt phụ âm "mảnh" và "rộng" trong tiếng Ireland, hay giữa phụ âm "mềm" và "cứng" trong tiếng Nga.) Những phụ âm "nhẹ" có thể coi là có cách phát âm thoải mái hơn.
Dưới đây là các âm vị phụ âm tiếng Marshall:
|           | Môi          | Môi     | Lưỡi trước   | Lưỡi trước | Lưỡi trước | Lưng lưỡi | Lưng lưỡi |
| vòm hóa   | ngạc mềm hóa | vòm hóa | ngạc mềm hóa | làm tròn   | (Ngạc mềm) | làm tròn  |           |
| Nhẹ       | Nặng         | Nhẹ     | Nặng         | Nặng       | Nặng       | Nặng      |           |
| --------- | ------------ | ------- | ------------ | ---------- | ---------- | --------- | --------- |
| Tắc       | /pʲ/         | /pˠ/    | /tʲ/         | /tˠ/       |            | /k/       | /kʷ/      |
| Mũi       | /mʲ/         | /mˠ/    | /nʲ/         | /nˠ/       | /nʷ/       | /ŋ/       | /ŋʷ/      |
| R         |              |         | /rʲ/         | /rˠ/       | /rʷ/       |           |           |
| Cạnh lưỡi |              |         | /lʲ/         | /lˠ/       | /lʷ/       |           |           |
| Lướt      |              |         | /j/          |            |            | (/ɰ/)     | /w/       |

Không có sự phân biệt vô thanh-hữu thanh trong tiếng Marshall. Dù các âm tắc có thể được hữu thanh hóa như tha âm ([p→b], [t→d], [k→ɡ]) khi ở giữa nguyên âm. Phụ âm cuối thường không thả hơi.
Những âm lướt /j ɰ w/ mất đi trong nhiều trường hợp, làm biến đổi nguyên âm bên cạnh chúng.
Phụ âm /tʲ/ có thể phát âm là [tʲ], [tsʲ], [sʲ], [c], [ç] (ứng với đó là các dạng hữu thanh hóa [dʲ], [dzʲ], [zʲ], [ɟ], hay [ʝ]), tất cả đều là biến thể tự do. Khi ở giữa từ /tʲ/ trở thành âm xát hữu thanh [zʲ] (hay [ʝ]) (trừ trường hợp là phụ âm kép). Tiếng Marshall không có âm /tʷ/.
Các âm lưng lưỡi /k ŋ kʷ ŋʷ/ về cơ bản vẫn là âm ngạc mềm nhưng lưỡi kéo một chút về phía sau [k̠ ɡ̠ ŋ̠ k̠ʷ ɡ̠ʷ ŋ̠ʷ], nên vị trí phát âm của chúng thực ra là giữa ngạc mềm và lưỡi gà. Mọi âm lưng lưỡi đều "nặng". Như đã ghi ở trên, các âm vòm [c], [ɟ], [ç] và [ʝ] là tha âm của âm đầu lưỡi /tʲ/, tuy về vị trí phát âm thì âm vòm là âm lưng lưỡi.
/nˠ/ và /nʷ/ thường được phát âm lần lượt như âm mũi quặt lưỡi [ɳˠ] và [ɳʷ].
/rʲ/, /rˠ/ và /rʷ/ đều là âm đầu lưỡi và đều được rung hoàn chỉnh.
/lˠ/ và /lʷ/ cũng là l tối giống trong feel tiếng Anh, phát âm chính xác lần lượt là [ɫ] và [ɫʷ].

### Nguyên âm
Tiếng Marshall có hệ thống nguyên âm thẳng đứng với chỉ bốn âm vị nguyên âm, nhưng mỗi âm vị lại có những tha âm tùy theo phụ âm chung quanh.
Nghiên cứu của Marshallese–English Dictionary (MED, 1976), Choi (1992) và Willson (2003) mâu thuẫn nhau về hệ thống nguyên âm. Choi (1992) xác định chỉ ba âm vị nguyên âm (song đề ra giả thuyết rằng đã có một tiến trình làm bớt số âm vị từ bốn xuống ba), hai nguồn còn lại xác định bốn âm vị.
|                | Âm vị          | Phát âm trên thực tế | Phát âm trên thực tế | Phát âm trên thực tế | Phát âm trên thực tế | Phát âm trên thực tế | Phát âm trên thực tế | Phát âm trên thực tế | Phát âm trên thực tế | Phát âm trên thực tế |
| MED            | MED            | MED                  | Choi                 | Choi                 | Choi                 | Willson              | Willson              | Willson              |                      |                      |
| không làm tròn | không làm tròn | làm tròn             | không làm tròn       | không làm tròn       | làm tròn             | không làm tròn       | không làm tròn       | làm tròn             |                      |                      |
| trước          | Âm vị          | sau                  | sau                  | trước                | sau                  | sau                  | trước                | sau                  | sau                  |                      |
| -------------- | -------------- | -------------------- | -------------------- | -------------------- | -------------------- | -------------------- | -------------------- | -------------------- | -------------------- | -------------------- |
| Đóng           | /ɨ/            | [i]                  | [ɯ]                  | [u]                  | [i]                  | [ɯ]                  | [u]                  | [i]                  | [ɯ]                  | [u]                  |
| Nửa đóng       | /ɘ/            | [e]                  | [ɤ]                  | [o]                  | [e]                  | [ʌ]                  | [o]                  | [ɪ]                  | [ɤ]                  | [ʊ]                  |
| Nửa mở         | /ɜ/            | [ɛ]                  | [ʌ]                  | [ɔ]                  | [e]                  | [ʌ]                  | [o]                  | [e]                  | [ʌ]                  | [o]                  |
| Mở             | /a/            | [æ]                  | [ɑ]                  | [ɒ]                  | [ɛ]                  | [a]                  | [ɔ]                  | [ɛ]                  | [a]                  | [ɔ]                  |

12 nguyên âm xuất hiện trong cặp tối thiểu, một cách thường dùng để nhận biết tính âm vị. Ví dụ, [mʲææ̯] (mā, 'cây xa kê'), [mʲæ͡ɑɑ̯] (ma, 'nhưng') và [mʲæ͡ɒɒ̯] (mo̧, 'kiên kỵ') là những từ riêng rẽ. Tuy nhiên, phân bố không đồng đều của âm lướt gợi ý rằng chúng thực ra kết thúc bằng âm lướt (lần lượt /mʲaj/, /mʲaɰ/, /mʲaw/). Khi lấy ra âm lướt, ta chỉ còn bốn âm vị nguyên âm.
Khi nguyên âm nằm giữa hai phụ âm với vị trí phát âm thứ cấp khác nhau thì nguyên âm sẽ được phát âm như sự chuyển tiếp liên tục từ tha âm này sang tha âm khác. Ví dụ, jok 'rụt rè', về mặt âm vị là /tʲɜkʷ/, thì về mặt ngữ âm sẽ được phát âm là [tʲɛ͡ɔkʷ]. Điều này tạo ra 24 cặp nguyên âm đôi trong tiếng Marshall:
|     | ◌ʲ_◌ˠ | ◌ʲ_◌ʷ | ◌ˠ_◌ʲ | ◌ˠ_◌ʷ | ◌ʷ_◌ʲ | ◌ʷ_◌ˠ |
| --- | ----- | ----- | ----- | ----- | ----- | ----- |
| /ɨ/ | [i͡ɯ]  | [i͡u]  | [ɯ͡i]  | [ɯ͡u]  | [u͡i]  | [u͡ɯ]  |
| /ɘ/ | [e͡ɤ]  | [e͡o]  | [ɤ͡e]  | [ɤ͡o]  | [o͡e]  | [o͡ɤ]  |
| /ɜ/ | [ɛ͡ʌ]  | [ɛ͡ɔ]  | [ʌ͡ɛ]  | [ʌ͡ɔ]  | [ɔ͡ɛ]  | [ɔ͡ʌ]  |
| /a/ | [æ͡ɑ]  | [æ͡ɒ]  | [ɑ͡æ]  | [ɑ͡ɒ]  | [ɒ͡æ]  | [ɒ͡ɑ]  |